# 16528 Теракадо
16528 Теракадо (16528 Terakado) — астероїд головного поясу, відкритий 2 квітня 1991 року.
Тіссеранів параметр щодо Юпітера — 3,402.
Названо на честь Теракадо (яп. てらかど(寺門) теракадо).